# Hanyeodeul
Hanyeodeul (kor. 하녀들, ang. Maids) – południowokoreański serial telewizyjny z 2015 roku, emitowany na antenie JTBC. Serial emitowany był w piątki i soboty o 21:45 od 23 stycznia do 28 marca 2015 roku, liczy 20 odcinków. Główne role odgrywają: Jeong Yu-mi, Oh Ji-ho, Kim Dong-wook, Lee Si-a, Jeon So-min oraz Lee Yi-kyung.

## Obsada

### Główna
- Jeong Yu-mi jako Guk In-yeob
- Oh Ji-ho jako Mu-myeong/Lee Bi
- Kim Dong-wook jako Kim Eun-gi
- Lee Si-a jako Heo Yoon-ok

Rodzina i służba Gook In-yeob
- Jeon No-min jako Guk Yoo
- Lee Cho-hee jako Sa Wol-yi
- Im Hyun-sung jako Poong-yi
- Ji Seung-hyun jako Deok-gu

Rodzina i służba Heo Yoon-ok
- Park Chul-min jako Heo Eung-cham
- Jeon Mi-seon jako pani Yoon
- Lee Yi-kyung jako Heo Yoon-seo
- Lee El jako pani Kang
- Jeon So-min jako Dan-ji
- Lee Yeon-kyung jako matka Dan-ji
- Chae Kook-hee jako Hae-sang
- Kim Jong-hoon jako Ddeok-soe
- Jeon Soo-jin jako Gae Ddong-yi
- Hoon Ki jako Yong-joon
- Kim Hye-na jako Ok-yi

Rodzina Kim Eun-gi
- Kim Kap-soo jako Kim Chi-kwon
- Jin Hee-kyung jako pani Han

### W pozostałych rolach
- Ahn Nae-sang jako Yi Bang-won, późniejszy Król Taejong
- Lee Do-kyung jako Yi Seong-gye, późniejszy Król Taejo
- Lee Chae-young jako Ga Hee-ah
- Uhm Tae-gu jako Chi-bok
- Yang Seung-pil jako Ba-woo

## Produkcja
Pierwszy odcinek miał swoją premierę 12 grudnia 2014 roku, ale 13 grudnia na planie serialu w powiecie Yeoncheon wybuchł pożar doszczętnie go niszcząc i powodując śmierć członka ekipy, koordynatorki scenariusza Yeom Hye-sun. W następstwie tego produkcja serialu została zawieszona na sześć tygodni.
W Yeongjong został zbudowany nowy plan, a zdjęcia zostały wznowione 12 stycznia 2015 roku. Ponownie zmontowana wersja pierwszego odcinka miała swoją premierę 23 stycznia 2015 roku.

## Oglądalność
| No. | Data emisji           | Oglądalność | Oglądalność |
| No. | Data emisji           | AGB Nielsen |             |
| --- | --------------------- | ----------- | ----------- |
| 1   | 2014.12.12            | 2,141%      |             |
| 1   | 2015.01.23 (powtórka) | 1,632%      |             |
| 2   | 2015.01.24            | 1,695%      |             |
| 3   | 2015.01.30            | 1,565%      |             |
| 4   | 2015.01.31            | 1,872%      |             |
| 5   | 2015.02.06            | 2,186%      |             |
| 6   | 2015.02.07            | 3,025%      |             |
| 7   | 2015.02.13            | 3,048%      |             |
| 8   | 2015.02.14            | 2,620%      |             |
| 9   | 2015.02.20            | 3,083%      |             |
| 10  | 2015.02.21            | 3,484%      |             |
| 11  | 2015.02.27            | 3,371%      |             |
| 12  | 2015.02.28            | 3,215%      |             |
| 13  | 2015.03.06            | 3,493%      |             |
| 14  | 2015.03.07            | 3,271%      |             |
| 15  | 2015.03.13            | 3,421%      |             |
| 16  | 2015.03.14            | 4,675%      |             |
| 17  | 2015.03.20            | 4,081%      |             |
| 18  | 2015.03.21            | 4,001%      |             |
| 19  | 2015.03.27            | 3,816%      |             |
| 20  | 2015.03.28            | 4,725%      |             |

## Emisja za granicą
- Tajwan: 東森戲劇台 (EBC) (26 listopada 2015 do 1 stycznia 2016)
- Tajlandia: PPTV (od 29 listopada 2015 do 6 lutego 2016)[9]
- Japonia: NHK BS Premium (od 3 kwietnia 2016 do 28 sierpnia 2016, pt. Inyopu no michi (jap. イニョプの道))
- Hongkong: Drama Channel (od 23 lipca 2016 do 27 sierpnia 2016)

## Nagrody i nominacje
| Rok  | Nagroda               | Kategoria                            | Wynik     |
| ---- | --------------------- | ------------------------------------ | --------- |
| 2015 | 8. Korea Drama Awards | Najlepszy reżyser (Jo Hyun-tak)      | Nominacja |
| 2015 | 8. Korea Drama Awards | Najlepszy scenariusz (Jo Hyun-kyung) | Nominacja |